# アンドレアス・クレイエル
アンドレアス・クレイエル（Andreas Cleyer、1634年6月27日 - 1698年ごろ）は、江戸時代前期の長崎オランダ商館長、植物学者。ドイツ語読みでアンドレアス・クライアー、名のアンドレアスはAndriesとも表記される。

## 経歴・人物
ブランデンブルク＝プロイセンのカッセルの生まれ。オランダ東インド会社に入社し、バタヴィア（現在のジャカルタ）で東洋医学や薬学を研究した。
後に来日し、出島で第43代（平戸を含めると第51代）オランダ商館長を1682年（天和2年）から1686年（貞享3年）まで2期に渡り就任した。滞日中はゲオルク・マイスターと共に通訳や日本の植物の研究や医師の指導に携わった。また、当時江戸幕府の将軍であった徳川綱吉とも親睦を深めたことでも有名である。後に当時の加賀藩主であった前田綱紀の要請により後に野呂元丈らに翻訳されたレンベルト・ドドエンスの『クリュードベック』の銅版を出版した。
任期満了後は再度バタヴィアに戻り、滞日中の蔵書を当時アムステルダムの市長であったニコラエス・ウィッテンや、ポーランド人のヤコブ・ブレイン、クレイエルの友人であったクリスチャン・メンツェルに送る等江戸時代における日本と欧州の関係の向上に貢献した。これによってクレイエルが執筆した蔵書は後に故郷ドイツのベルリン国立図書館に所蔵された。

## その他
モッコク科サカキ属の常緑高木であるサカキの学名（Cleyera japonica）は、クレイエルに因んで名付けられている。

## 著書
- 『中国医学小論』- 1682年（天和2年）刊行。